# SM U 2 (1908)
SM U 2 byla pobřežní ponorka německé Kaiserliche Marine z období první světové války. Ve službě byla v letech 1908–1919. Byla to druhá ponorka provozovaná německým císařským námořnictvem a zároveň první ponorka pro něj od počátku navržená. Sloužila především pro testy a k výcviku posádek. Po vyřazení ze služby byla sešrotována.

## Stavba
Velkoadmirál Tirpitz dal pokyn k vývoji ponorky U 2 roku 1904 úřadu Torpedoinspektion. Reagoval tak na miniponorku Forel, kterou dodala Rusku loděnice Germaniawerft. Pro získání zkušeností a srovnání byla zároveň pořízena pokročilejší ponorka SM U 1 (dokončena 1906), která byla odvozena od loděnicí Germaniawerft stavěné ruské třídy Karp. Stavbou U 2 byla pověřena loděnice Kaiserliche Werft Danzig v Danzigu. Vyvíjena byla pod označením projekt 7. Kýl byl založen v roce 1906, na vodu byla spuštěna 18. června 1908 a do služby byla přijata v červenci 1908.

## Konstrukce
Výzbroj tvořily čtyři 450mm torpédomety (dva příďové a dva záďové) se zásobou šesti torpéd. Pohonný systém tvořily dva petrolejové motory Daimler o výkonu 600 bhp a dva elektromotory o výkonu 630 shp, pohánějící dva lodní šrouby. Nejvyšší rychlost dosahovala 13,2 uzlu na hladině a 9 uzlů pod hladinou. Dosah byl 1600 námořních mil při rychlosti 13 uzlů na hladině a 50 námořních mil při rychlosti 5 uzlů pod hladinou. Operační hloubka ponoru dosahovala 30 metrů.